# Queen Anne’s Revenge
Die Queen Anne’s Revenge (1717–1718) war das Flaggschiff des englischen Piraten Blackbeard. Das Schiff wurde wahrscheinlich um 1709 in Frankreich oder den Niederlanden für den atlantischen Dreieckshandel gebaut. Sie ging 1710 auf Freibeuterfahrt und wurde 1712 zum Sklavenschiff umgebaut. Unter dem Namen La Concorde (1710–1717) fuhr sie unter französischer Flagge, bis sie 1717 von einer Piratenflotte unter Kapitän Benjamin Hornigold und Kapitän Blackbeard aufgebracht wurde. Unter Blackbeards Kommando terrorisierte sie im Jahr 1718 die Karibik und die amerikanische Ostküste. 1718 ging das Schiff verloren, als es im Beaufort Inlet auf Grund lief.

## Geschichte

### Freibeuterfahrt 1710–1712
Dokumentiert ist die Geschichte der Queen Anne’s Revenge erst ab dem Jahre 1713, aber nach ungesicherten Quellen stach die La Concorde bereits im Juli 1710 von Nantes aus als Freibeuter in See. Im September desselben Jahres brachte sie vor der Küste Westafrikas ein niederländisches Sklavenschiff auf und segelte nach Cape Lahou in der heutigen Elfenbeinküste. Im Februar 1711 brach sie nach Martinique auf und fuhr von dort über Tobago nach Santo Domingo. Dort kaperte sie vor der Südküste ein englisches Handelsschiff. Nach Stationen in Havanna und den Bermudas kehrte sie im November 1712 nach Nantes in Frankreich zurück. Nantes war zu dieser Zeit neben Bordeaux, La Rochelle und Le Havre eines der französischen Zentren des Sklavenhandels und kontrollierte ca. 45 Prozent des französischen Sklavenhandels.
In Nantes wurde sie Ende 1712 von dem französischen Kaufmann René Montaudoin erworben und zum Sklavenschiff umgerüstet. Im Rahmen des extrem lukrativen atlantischen Dreieckshandels wurden die Schiffe in ihren europäischen Heimathäfen mit Waren beladen, die an der afrikanischen Küste gewinnbringend gegen Sklaven getauscht wurden. Dann transportierten sie diese in die Neue Welt, wo sie als Plantagenarbeiter verkauft wurden. Die Schiffe wurden schließlich mit dortigen Erzeugnissen wie Zucker und Rum beladen und kehrten damit zurück nach Europa. Allein die Überquerung des Atlantik dauerte etwa zwei Monate.

### Erste Sklavenfahrt 1713–1714
1713, gleichzeitig mit dem Ende des Queen Anne’s War, der zwischen England und Frankreich in Nordamerika ausgetragen wurde, lief die La Concorde am 13. April von Nantes, unter dem Kommando von Kapitän Thomas Isaac mit einer Besatzung von 62 Mann, zu ihrer ersten Fahrt als Sklavenschiff aus. In Ouidah (Benin) nahm sie ab dem 5. Juli 1713 418 Sklaven an Bord und brach am 14. Oktober zur Mittelpassage in die Karibik auf. Am 14. Dezember 1713 erreichte das Schiff Martinique und löschte die 363 überlebenden Sklaven. Am 31. Juli 1714 kehrte sie ohne Zwischenfälle mit 58 Mann nach Nantes zurück.

### Zweite Sklavenfahrt 1715–1716
1715 brach die La Concorde am 27. Februar unter dem Kommando von Kapitän Denis Mathieu oder Denis Michel mit 59 Mann Besatzung zu ihrer zweiten Sklavenfahrt auf. Am 19. Juni erreichte sie Loango Buali in der Nähe der Kongomündung in Westafrika. Da sie dort nicht genug Sklaven erwerben konnte, wurde die Ladung in Gambingue (Gabun) aufgefüllt und die Überfahrt nach Leogane (Haiti) erst am 23. November 1715 mit einer Ladung von lediglich 331 Sklaven fortgesetzt. In Haiti wurden die 300 überlebenden Sklaven gelöscht und die La Concorde trat am 23. Februar mit Zwischenstopp in den Bahamas die Heimreise an und kehrte am 23. September 1716 nach Nantes mit 51 Mann Besatzung zurück. Auf den Bahamas waren fünf Seeleute der Mannschaft desertiert und drei auf der Reise gestorben.

### Dritte, unvollendete Sklavenfahrt 1717
Am 24. März 1717 brach das Schiff unter Kapitän Pierre Dosset zu seiner letzten Fahrt unter französischer Flagge in Nantes auf. An Bord befand sich eine 75 Mann starke Besatzung. Die Bewaffnung bestand aus lediglich 16 Kanonen, da man zugunsten der höheren Ladekapazität viele Stückpforten nicht mehr mit Kanonen belegt hatte. Die letzte Fahrt der La Concorde ist sehr gut dokumentiert, da die Aufzeichnungen von zweien der französischen Offiziere erhalten geblieben sind. Nach den Aufzeichnungen von Kapitän Pierre Dosset und Lieutenant Francois Ernaut erreichte die La Concorde Ouidah (Benin) am 8. Juli und nahm 516 Sklaven auf. Außerdem nahmen der Kapitän und andere Offiziere 20 Pfund Goldstaub zur eigenen Verwendung an Bord. Die am 2. Oktober begonnene Überfahrt nach Martinique geriet aber zum Debakel. Bei der achtwöchigen Überfahrt gingen durch Skorbut und Ruhr 16 Seeleute verloren und 61 Sklaven starben. Eine unbekannte Zahl an Sklaven und 36 Seeleute waren schwer krank und nicht einsatzfähig, die Mannschaft war faktisch auf 23 Mann zusammengeschrumpft.
Mitte November 1717, nur noch 100 Seemeilen von Martinique entfernt, traf das Schiff auf die Piratenflotte unter Kapitän Benjamin Hornigold und Kapitän Blackbeard. Die Piraten verfügten hierbei über zwei Sloops mit acht bzw. zwölf Kanonen und insgesamt 150 Piraten. Angesichts der aussichtslosen Situation ergab sich Captain Pierre Dosset kampflos und ohne weiteren Widerstand zu leisten, nachdem die Piraten zwei Breitseiten auf die La Concorde abgefeuert hatten.

### Die Übergabe und Umrüstung zum Piratenschiff
Nach der Kaperung wurde Blackbeard von Benjamin Hornigold zum Kapitän der La Concorde ernannt. Blackbeard steuerte als frisch ernannter Kapitän die Insel Bequia an, wo er einen Teil der überlebenden Sklaven verkaufte und die französischen Seeleute von Bord ließ. Während die Piraten das Schiff durchsuchten, wurde Blackbeard von dem französischen Kabinenjungen Louis Arot darüber informiert, dass die Offiziere eine größere Menge Gold an Bord hatten, die daraufhin den Piraten ausgehändigt wurde. Louis Arot und drei weitere Mitglieder der Mannschaft liefen daraufhin zu den Piraten über. Zehn weitere Mitglieder der Mannschaft wurden von Blackbeard zum Dienst unter seinem Kommando gezwungen. Darunter waren ein Navigator, zwei Zimmermannsleute und der Koch der La Concorde.
Auf Bequia ließ Blackbeard das Schiff zu einer Art Fregatte umbauen und auf bis zu 40 Kanonen hochrüsten. Das Schiff wurde nun unter dem Namen Queen Anne’s Revenge das Flaggschiff von Blackbeards Piratenflotte, mit der er die Karibik und die nordamerikanischen Küstengewässer heimsuchte.

### Die Piratenfahrten 1717–1718
Bereits Ende November 1717 griff die neue Flotte von Blackbeard nahe St. Vincent das gut bewaffnete Handelsschiff Great Allen an und plünderte, brandschatzte und versenkte das Schiff. Über den Vorfall wurde im Boston News Letter berichtet und die Queen Anne’s Revenge als französisches 32-Kanonen-Schiff beschrieben, nach dem damaligen Sprachgebrauch also als Vollschiff, Fregatte der 32-Kanonen-Klasse. Die weiteren Schiffe der Piratenflotte wurden in dem Bericht als Brigantine mit 10 Kanonen und eine Sloop mit 12 Kanonen klassifiziert.
Am 5. Dezember 1717 kaperte die Flotte die Sloop Margeret in der Nähe von Anguilla. Der Kapitän des Schiffes beschrieb die Queen Anne’s Revenge als großes Sklavenschiff niederländischer Bauart mit 36 Kanonen.
Der Verbleib der Piratenflotte von Mitte Dezember 1717 bis zum März 1718 ist ungeklärt. Zwar wurde die Piratenflotte für mehrere Vorfälle bei St. Christopher Island und an der Nordküste der heutigen Dominikanischen Republik verantwortlich gemacht, aber wirkliche Belege für diese Zuordnung fehlen. Erstmals dokumentiert ist erst die Aufbringung der Adventure, einer Sloop aus Jamaika im März 1718 vor Turneffe Island. Der Kapitän des Schiffes, David Harriot, und seine Mannschaft liefen bei dieser Gelegenheit freiwillig zu den Piraten über. Danach brach die Flotte nach Honduras auf, wo sie weitere vier Sloops und ein nicht näher benanntes Schiff der Piratenflotte hinzufügten.
Am 9. April plünderte und versenkte Blackbeard die Protestant Caesar, ein bewaffnetes Handelsschiff aus Boston. Die Flotte mit der Queen Anne’s Revenge segelte dann nach Grand Cayman und von dort nach Havanna. Möglicherweise hat er auf dieser Fahrt noch mehrere kleine Schiffe aufgebracht. Von dort nahm die Flotte Kurs auf die Westküste von Florida, bevor sie nordwärts Richtung South Carolina aufbrach.

### Die Blockade von Charleston
Im Mai 1718 erschien die Piratenflotte vor Charleston und belegte den Hafen mit einer Blockade. Alle Schiffe, die den Hafen erreichen oder verlassen wollten, wurden von der Piratenflotte aufgebracht. Als erstes Boot fiel das Lotsenboot von Charleston den Piraten zum Opfer. In den folgenden sechs Tagen brachten die Piraten mindestens neun Schiffe auf, die die Blockade durchbrechen wollten. Eines dieser Schiffe war die Crowley, auf der sich mehrere prominente Bürger aus Charleston befanden. Blackbeard nahm sie als Geiseln und forderte Medikamente und medizinische Ausrüstung als Lösegeld. Andernfalls wollte er die Geiseln köpfen und alle aufgebrachten Schiffe in der Hafeneinfahrt versenken.
Nach der Übergabe der geforderten Utensilien gab Blackbeard die Geiseln und die geplünderten Schiffe frei und beendete nach insgesamt neun Tagen die Blockade von Charleston.
Koordinaten: 34° 41′ 35″ N, 76° 40′ 10″ W

### Der Verlust derQueen Anne’s Revenge
Nach der Blockade von Charleston segelte die Flotte an der Atlantikküste ca. 200 km nordwärts und versuchte den Hafen von Beaufort zu erreichen, um ihre Schiffe zu überholen. Bei der Passage der Untiefen im Beaufort Channel liefen die Queen Anne’s Revenge und die Adventure bei Beaufort Inlet auf Grund und gingen verloren. Blackbeard verließ das Schiff mit einem Großteil der wertvollen Beute und setzte sich mit der Sloop Revenge ab.

## Der NameQueen Anne’s Revenge
Auf Bequia taufte Blackbeard die La Concorde in Queen Anne’s Revenge um. Um diesen Namen zu verstehen, muss man wissen, dass Edward Teach alias Blackbeard im spanischen Erbfolgekrieg (1701–1714) von Jamaika aus im englischen Auftrag in See stach. Die Kapitäne dieser Schiffe besaßen offizielle Kaperbriefe, die sie dazu berechtigten, im Namen der britischen Krone feindliche Schiffe zu kapern und Beute zu machen. Der in Amerika ausgetragene Parallelschauplatz dieses Krieges zwischen England und Frankreich wurde nach der britischen Königin Anne auch Queen Anne’s War (1702–1713) genannt. In diesem Krieg kämpfte Edward Teach auf Seiten der Engländer als Freibeuter gegen französische und spanische Schiffe. Mit Ende des Krieges wurden diese irregulären Seestreitkräfte jedoch nicht in die englische Marine übernommen, sondern sich selbst überlassen und wandten sich anschließend fast ausnahmslos der Piraterie zu.
Rache (engl. Revenge) an der englischen Krone für diesen Verrat an den Freibeutern in ihren Diensten war deshalb eine weitverbreitete Grundhaltung der englischstämmigen Piraten in der Karibik. Gleichzeitig war der Schiffsname Revenge ein feinsinniges geschichtliches Zitat, das auf das 1577 vom Stapel gelaufene Schiff gleichen Namens des später geadelten Freibeuters Sir Francis Drake zurückgeht. Der Name Revenge unterstrich damit in doppelter Hinsicht die Ungerechtigkeit, die den Freibeutern zum Ende des spanischen Erbfolgekriegs widerfahren war.
So übernahm Edward Teach bereits ein Piratenschiff von dem Piraten Stede Bonnet, das auf den Namen „Revenge“ getauft war. Queen Anne’s Revenge war somit das zweite Schiff in der Piratenflotte, welches die „Rache“ im Namen trug, in diesem Fall jedoch unter klarer Bezugnahme auf den Freibeuterkrieg von 1702 bis 1714, während dessen die nun geächteten Piraten einem ebenso blutigen, aber dennoch gesellschaftlich anerkannten und von der englischen Krone legitimierten Handwerk nachgegangen waren.

## Der Schiffstyp
Der genaue Schiffstyp der Queen Anne’s Revenge ist, wie auch der genaue Ort der Kiellegung nicht dokumentiert. Anhand der Erkenntnisse an dem Wrack und den bekannten Beschreibungen des Schiffs aus zeitgenössischen Dokumenten ergibt sich jedoch ein relativ klares Bild des Schiffs und Schiffstyps. Aus den Daten an der Fundstelle ergibt sich, dass das Schiff eine Tonnage von ca. 300 – 370 Tonnen hatte. Das Schiff verfügte über ein durchgehendes Kanonendeck und relativ große Laderäume. Weitere Anhaltspunkte liefern die Aussagen der Kapitäne der Great Allen und der Margeret, die das Schiff als niederländisches Handelsschiff und fregattenähnlich mit Vollschiff-Takelung beschrieben. Diese Angaben legen nahe, dass es sich bei der Queen Anne’s Revenge um ein niederländisches oder französisches Pinassschiff handelte. Dieser Schiffstyp war mit seinem Mitteldeck auch als einziger für den beschriebenen Umbau des Handelsschiffes in ein schnelles Kriegsschiff mit 40 Kanonen geeignet.
Pinassschiffe waren die typischen großen Stückgutfahrer im atlantischen Dreieckshandel der damaligen Zeit und waren aufgrund ihrer hohen Manövrierbarkeit und starken Bewaffnung die Vorlage der militärisch geprägten Fregatten. Freibeuter und Piraten nutzten diese Schiffe gerne, da sie eine hohe Manövrierbarkeit und Kampfkraft mit hoher Ladekapazität verbanden. Die etwas größere Whydah des Piraten Samuel Bellamy war gleich der Queen Anne’s Revenge ebenfalls ein Sklavenschiff und wurde ebenfalls als Pinassschiff klassifiziert.

## Das Wrack
1996 fand der Schatzsucher Phil Masters das Wrack in der Bucht von Beaufort. Masters hat sich bei seiner Suche auf Aufzeichnungen eines der Matrosen Blackbeards gestützt. Aus der großen Anzahl der gefundenen Kanonen ergab sich bereits vor der endgültigen Bestimmung des Wracks, dass es sich um ein Piratenschiff gehandelt haben muss. Das Wrack wird noch immer von Unterwasserarchäologen untersucht und ist Ziel von Tauchausflügen. Ende Mai 2011 wurde ein Anker des Schiffes gehoben und soll Teil einer Ausstellung werden, auf der konservierte Gegenstände des Schiffes präsentiert werden.
Es ist eines von nur wenigen Schiffen, die eindeutig als Piratenschiffwracks identifiziert werden konnten: Am 19. Juli 1998 entdeckte man den Rumpf der Whydah von Samuel Bellamy. Das Schiff Speaker des Piraten John Bowen wurde vom Historiker Patrick Lizé 1980 vor der Küste von Mauritius entdeckt.

## Rezeption

### Belletristik und Spielfilme
- Pirates of the Caribbean – Fremde Gezeiten, vierter Teil der Fluch-der-Karibik-Filmreihe.
- Percy Jackson – Im Bann des Zyklopen, zweiter Band der Percy-Jackson-Reihe
- Black Sails, 2. und 3. Staffel

### Dokumentarfilme
- Blackbeards versunkenes Piratenschiff. 47 Min. Ein Film von David Johnson. Großbritannien 2009.[5]
- Blackbeards Schiff. (= Treasures Decoded – Jäger der verlorenen Schätze. Staffel 2, Folge 4). 45 Min. Ein Film von Anna Thomson. Kanada/Großbritannien 2014.[6]